# Pseudouroplectes pidgeoni
Espèce
Pseudouroplectes pidgeoni est une espèce de scorpions de la famille des Buthidae.

## Distribution
Cette espèce est endémique de Madagascar. Elle se rencontre dans les régions d'Atsimo-Andrefana, d'Androy et d'Anôsy.

## Description
Pseudouroplectes pidgeoni mesure de 13 à 14 mm.

## Étymologie
Cette espèce est nommée en l'honneur de Mark Pidgeon.

## Publication originale
- Lourenço & Goodman, 1999 : « Taxonomic and ecological observations on the scorpions collected in the Reserve Naturelle Integrale d'Andohahela, Madagascar. » Fieldiana Zoology Publication, vol. 94, no 1503, p. 149-153 (texte intégral).